# Алтиметар
Алтиметар или висиномер је инструмент који се користи за мерење надморске висине објекта у односу на одређени фиксирани ниво. Мерење надморске висине назива се алтиметрија, што је повезано са појмом батиметрија, мерење дубине под водом. Најчешћа јединица за калибрацију висиномера широм света су хектопаскали (hPa), осим у Северној Америци (нерачунајући Канаду) и Јапану где се користе инчи живе (inHg). Да би се добило тачно очитавање надморске висине у стопама или метрима, локални барометарски притисак мора бити исправно калибрисан коришћењем барометријске формуле.

## Историја
Научне принципе који стоје иза висиномера је први написао свештеник Александар Брајс, шкотски министар и астроном 1772. године, који је увидео да се принципи барометра могу прилагодити за мерење висине.

## Барометарски алтиметри
Висина може бити одређена на основу мерења атмосферског притиска. Што је већа висина то је притисак мањи. Када барометар може бити нелинеарно калибрисан да може да показује висину, он се назива барометарски алтиметар. Овакав тип висиномера присутан је у највећем броју ваздухоплова, а користе га и падобранци. Планинари и слободни пењачи користе уређаје који изгледају попут ручног сата.
Калибрација алтиметра се може описати следећој једначином:
где је c константа, T апсолутна температура, p притисак на висини h, а  притисак на нивоу мора. Константа c зависи од гравитационог убрзања и моларне масе ваздуха. Ипак, појединац треба бити свестан да очитавања оваквих уређаја могу варирати у стотинама стопа због наглог промена ваздушног притиска услед нпр. хладних фронтова.

### Примена у планинарењу и пењању
Барометарски висиномери, коришћени уз топографску карту, могу помоћи у одређивању локације. Осим тога што је поузданији, он је и често тачнији од GPS пријемника. Наиме, GPS може бити недоступан због надморске висине, заклоњености или неког другог фактора, док се атмосферски притисак мења упоредо са временом, те кориснице овакве опреме мору да подесе своје инструменте када се задесе на познатој висини, попут обележеног врха на топографској карти.

### Примена у падобранству
Висиномер је најважнији део опреме при скакању с падобраном, изузев самог падобрана. Познавање висине је пресудно у сваком тренутку током скока и одређује одговарајући респонс за одржавање сигурности.
Будући да је увид у висину толико важан у падобранству, постоји широк распон дизајна висиномера посебно израђених за кориштење у спорту, а нестудентски падобранац ће обично користити два или више висиномера у једном скоку.

### Примена у ваздухопловству
У ваздухопловству, барометарски висиномер мери атмосферски притисак спољне средине помоћу Пито-статичког система. Ваздушни притисак се смањује са повећањем висине - приближно 100 hPa на 800 m, одн. 1 mmHg на 1000 ft изнад нивоа мора.
Овакав висиномер је калибрисан да показује притисак као висину изнад нивоа мора, у сагласности са математичким моделом дефинисаним Међународним атмосферским стандардом (International Standard Atmosphere (ISA)). Старији авиони користе једноставни барометар где казаљка може начинити мање од једног обртаја на скали од нуле до неког максимума. Овај дизајн је касније еволуирао у дизајн где примарна игла и једна или више секундарних игала показује број револуција, слично сату. Другим речима, свака казаљка показује различиту цифру измерене висине. Ипак, овај дизајн јесте напуштен јер је лако погрешити при читању мерења, поготово у стресним ситуацијама. Све наведено је довело до дизајна у коме свака револуција једне казаљке вреди хиљаду стопа, док се број хиљада стопа показује на одометру. Да би пилот одредио висину летелице, он мора прво погледати број хиљада, а након тога одредити положај казаљке, тј. очитати стотине стопа. Последњи је најкоришћенији тип алтиметра, а са комерцијалних и војних авиона постао је стандард у општој авијацији.
Модерни авиони користе подесиви алтиметар, на коме се може подесити референтни притисак (притисак нивоа мора). Референтни притисак се мери у инчима живиног стуба у САД и Канади, док се у другим државама користе хектопаскали (раније милибари), који се показује на Колмановом прозору. Подешавање је неопходно јер атмосферски притисак зависи од локације, температуре и кретања ваздушних маса у атмосфери.
У терминологији ваздухопловства, локални ваздушни притисак на нивоу мора се назива QNH, а притисак који би калибрисао алтиметар да показује висину изнад тла за задату тачку се назива QFE. Алтиметар се не може подешавати за промене у температури ваздуха. Разлике у температуре ISA модела изазивају грешке индиковане висине.
Механички алтиметри са дијафрагмом се замењују интегрисаним системом који се назива , који мери висину, брзину, спољашњу температуру и пружа много прецизније излазне податке.

## Глобални позициони систем
Глобални позициони систем (ГПС) пријемници такође могу да одреде висину трилатерацијом са четири или више сателита. У ваздухоплову висина утврђена коришћењем аутономног ГПС-а није довољно поуздана да замени притисни висиномер без примене неке од метода кориговања. У пешачењу и планинарењу, често се дешава је да је надморска висина измерена ГПС-ом нетачна за чак 120 m (390 ft) у зависности од сателитске оријентације.